# Schoenobius arimatheella
Schoenobius arimatheella là một loài bướm đêm trong họ Crambidae.